# 東阿姆岩

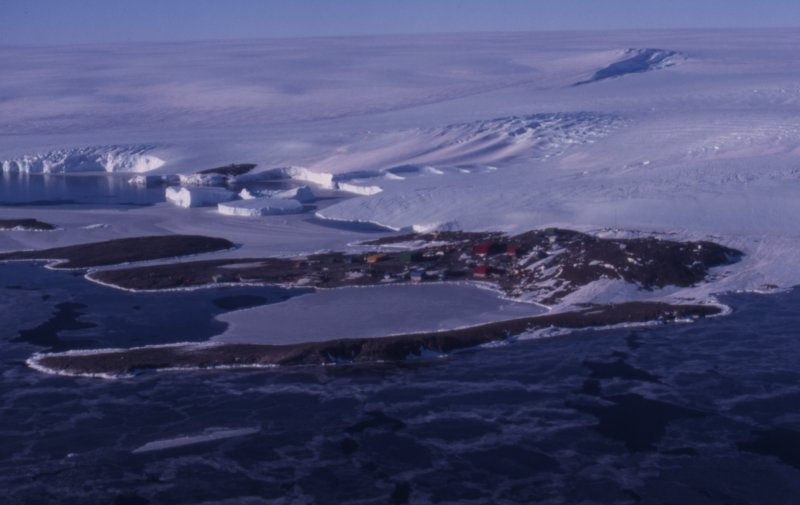
从空中拍摄东阿姆岩

東阿姆岩（英語：East Arm），是南極洲的岩石，位於麥克羅伯特森地，處於霍姆灣的霍斯舒港東端，挪威製圖師根據該國探險隊拍攝的空中照片繪入地圖，現時由南極條約體系管理。